# 傑克·奧斯汀
 傑克·奧斯汀（Jake Austin Szymanski，1994年12月3日—）是一位美國男演員。他自7歲開始就是一位童星，他曾經五次獲得過青年藝人獎的提名。奧斯汀在ABC家庭台電視劇福斯特中出演Jesus Foster角色。